# Katorz
Katorz è l'undicesimo album in studio del gruppo musicale canadese Voivod, pubblicato nel 2006 dall'etichetta discografica The End Records.

## Descrizione
Durante le registrazioni del disco, il chitarrista e membro fondatore Denis D'Amour è morto di cancro al colon. Il titolo dell'album è un fonema per quatorze (lett. "quattordici").

## Tracce
1. The Getaway – 3:58
2. Dognation – 4:06
3. Mr Clean – 4:16
4. After All – 4:44
5. Odds & Frauds – 4:50
6. Red My Mind – 4:41
7. Silly Clones – 3:18
8. No Angel – 5:06
9. The X-Stream – 4:58
10. Polaroids – 5:08

Durata totale: 45:05

## Formazione
- Denis Bèlanger - voce
- Jason Newsted - basso
- Denis d'Amour - chitarra
- Michel Langevin - batteria